# The Ghosts of Versailles
The Ghosts of Versailles (título original en inglés; en español, Los fantasmas de Versalles) es una ópera en dos actos con música de John Corigliano y libreto en inglés de William M. Hoffman.  Corigliano y Hoffman tomaron como punto de partida de la ópera, la obra teatral La Mère coupable (La madre culpable) de Pierre Beaumarchais. Se estrenó el 19 de diciembre de 1991 en la Metropolitan Opera, con la producción dirigida por Colin Graham. 
Es una ópera poco representada en la actualidad; en las estadísticas de Operabase aparece con sólo 3  representaciones en el período 2005-2010, siendo la primera y más representada de John Corigliano.

## Personajes
| Personaje                          | Tesitura     | Reparto del estreno, 19 de diciembre de 1991 (Director: James Levine) |
| ---------------------------------- | ------------ | --------------------------------------------------------------------- |
| Marie Antoinette (María Antonieta) | soprano      | Teresa Stratas                                                        |
| Beaumarchais                       | barítono     | Håkan Hagegård                                                        |
| Fígaro                             | barítono     | Gino Quilico                                                          |
| Susanna                            | mezzosoprano | Judith Christin                                                       |
| Rosina                             | soprano      | Renée Fleming                                                         |
| Bégearss                           | tenor        | Graham Clark                                                          |
| Conde Almaviva                     | tenor        | Peter Kazaras                                                         |
| Florestine                         | soprano      | Tracy Dahl                                                            |
| Léon                               | tenor        | Neil Rosenshein                                                       |
| Samira                             | mezzosoprano | Marilyn Horne                                                         |
| Louis XVI                          | bajo         | James Courtney                                                        |
| Mujer con sombrero                 | mezzosoprano | Jane Shaulis                                                          |
| Cherubino                          | mezzosoprano | Stella Zambalis                                                       |
| Suleyman Pasha                     | bajo         | Ara Berberian                                                         |
| Joseph                             | barítono     | Kevin Short                                                           |